# Comuni delle Isole Canarie

Le Isole Canarie in Spagna

I comuni delle Isole Canarie sono pari a 88.

## Lista

### Provincia di Las Palmas
| Comune                              | Popolazione (2015) |
| ----------------------------------- | ------------------ |
| Agaete                              | 5 618              |
| Agüimes                             | 30 294             |
| Antigua                             | 11 024             |
| Arrecife                            | 56 940             |
| Artenara                            | 1 177              |
| Arucas                              | 37 054             |
| Betancuria                          | 713                |
| Firgas                              | 7 486              |
| Gáldar                              | 24 235             |
| Haría                               | 4 755              |
| Ingenio                             | 30 258             |
| La Aldea de San Nicolás             | 7 969              |
| La Oliva                            | 25 199             |
| Las Palmas de Gran Canaria          | 379 766            |
| Mogán                               | 22 277             |
| Moya                                | 7 845              |
| Pájara                              | 19 271             |
| Puerto del Rosario                  | 37 363             |
| San Bartolomé de Tirajana           | 54 932             |
| San Bartolomé                       | 18 402             |
| Santa Brígida                       | 18 582             |
| Santa Lucía de Tirajana             | 69 069             |
| Santa María de Guía de Gran Canaria | 13 890             |
| Teguise                             | 21 454             |
| Tejeda                              | 2 001              |
| Telde                               | 102 078            |
| Teror                               | 12 499             |
| Tías                                | 20 019             |
| Tinajo                              | 5 824              |
| Tuineje                             | 13 797             |
| Valleseco                           | 3 856              |
| Valsequillo de Gran Canaria         | 9 276              |
| Vega de San Mateo                   | 7 668              |
| Yaiza                               | 15 815             |

### Provincia di Santa Cruz de Tenerife
| Comune                     | Popolazione (2015) |
| -------------------------- | ------------------ |
| Adeje                      | 45 405             |
| Agulo                      | 1 081              |
| Alajeró                    | 2 025              |
| Arafo                      | 5 499              |
| Arico                      | 7 327              |
| Arona                      | 79 928             |
| Barlovento                 | 1 910              |
| Breña Alta                 | 7 170              |
| Breña Baja                 | 5 362              |
| Buenavista del Norte       | 4 859              |
| Candelaria                 | 26 490             |
| El Paso                    | 7 563              |
| El Pinar de El Hierro      | 1 791              |
| El Rosario                 | 17 277             |
| El Sauzal                  | 8 930              |
| El Tanque                  | 2 698              |
| Fasnia                     | 2 820              |
| La Frontera                | 3 926              |
| Fuencaliente de la Palma   | 1 730              |
| Garachico                  | 4 966              |
| Garafía                    | 1 590              |
| Granadilla de Abona        | 44 846             |
| Guía de Isora              | 20 373             |
| Güímar                     | 18 777             |
| Hermigua                   | 1 950              |
| Icod de los Vinos          | 22 659             |
| La Guancha                 | 5 433              |
| La Matanza de Acentejo     | 8 752              |
| La Orotava                 | 41 317             |
| La Victoria de Acentejo    | 9 026              |
| Los Llanos de Aridane      | 20 227             |
| Los Realejos               | 36 276             |
| Los Silos                  | 4 805              |
| Puerto de la Cruz          | 29 412             |
| Puntagorda                 | 2 027              |
| Puntallana                 | 2 372              |
| San Andrés y Sauces        | 4 265              |
| San Cristóbal de La Laguna | 152 843            |
| San Juan de la Rambla      | 4 958              |
| San Miguel de Abona        | 17 090             |
| San Sebastián de la Gomera | 8 591              |
| Santa Cruz de la Palma     | 15 900             |
| Santa Cruz de Tenerife     | 203 811            |
| Santa Úrsula               | 14 246             |
| Santiago del Teide         | 10 690             |
| Tacoronte                  | 23 893             |
| Tazacorte                  | 4 771              |
| Tegueste                   | 11 107             |
| Tijarafe                   | 2 596              |
| Valle Gran Rey             | 4 223              |
| Vallehermoso               | 2 913              |
| Valverde                   | 4 870              |
| Vilaflor de Chasna         | 1 671              |
| Villa de Mazo              | 4 863              |